# Вигазьо
Вигазьо (итал. Vigasio) — коммуна в Италии, располагается в провинции Верона области Венеция.
Население составляет 7393 человека (на 2004 г.), плотность населения составляет 225 чел./км². Занимает площадь 30,8 км². Почтовый индекс — 37068. Телефонный код — 045.
Покрвителем коммуны почитается святой архангел Михаил. Праздник ежегодно празднуется 29 сентября.